# Badre Aljamali
Abu Alnajém Badre ibne Abedalá Aljamali Almostanciri (Abū'l-Najm Badr ibn ʿAbdallāh al-Jamālī al-Mustanṣirī), melhor conhecido como Badre Aljamali (em árabe: بدر الجمالى; romaniz.: Badr al-Jamālī) foi um vizir e estadista proeminente do Califado Fatímida sob o califa Almostancir (r. 1036–1094). Sua nomeação para o vizirado em 1073 restaurou a sorte do Estado fatímida, que havia enfrentado o colapso nas décadas anteriores, mas também deu início a um período em que o vizirado era dominado por homens fortes militares que detinham o poder por meio do poderio militar, ao invés da nomeação do califa. Armênio, Badre Aljamali iniciou uma onda de migração armênia ao Egito e foi o primeiro de uma série de vizires de origem armênia, que desempenhou papel importante na sorte do Califado Fatímida no século seguinte.

## Vida

### Primeiros anos e carreira na Síria
De origem étnica armênia, Badre nasceu em algum momento entre 1005/08; foi registrado como tendo mais de 80 anos de idade no momento de sua morte. Foi comprado como escravo (mameluco) por Jamal Daulá ibne Amar, governante de Trípoli, de onde adquiriu seu epíteto (nisba) de Aljamali. De outro modo, seu início de vida e carreira até cerca de 1063 são obscuros. No entanto, o historiador Seta Dadoyan sugere que pode ser identificável com um homônimo Abu Alnajém Badre, um gulam armênio que brevemente governou Alepo em 1022. Sua carreira começa a ser documentada em abril de 1063, quando foi nomeado governador militar (uáli) de Damasco e sua província, ostentando os títulos honoríficos de Coroa de Comandantes (taje alumara), Comandante dos Exércitos (almocadém aljuiuxe) e Honra do Reino (xarafe almulque). Fez de Miza, perto de Damasco, sua residência. Seu mandato foi interrompido pouco mais de um ano depois, após confrontos entre suas tropas e a milícia local (adate), sob o domínio do notável álida Abu Tair Haidara i Abu Huceine. Em julho de 1066, foi renomeado para o cargo. Sua sede ficava em Cácer Alçatana (Qasr al-Saltanah), na planície de Babe Alhadide (Bab al-Hadid). Seus filhos também serviram como oficiais no exército fatímida sob seu comando. Um deles, Xabã, morreu em Acre nesta época. Seu mandato em Damasco foi novamente problemático. Em 1068, Abu Tair lançou outra rebelião em 1068, que provou o incêndio total de seu palácio antes que o levante fosse derrotado.
Os problemas de Badre na Síria eram sintomáticos do mal-estar geral que afligia o Estado fatímida, que durante esse período quase entrou em colapso. A ascensão do incapaz califa Almostancir (r. 1036–1094) havia aberto o governo central a intrigas e rivalidades; o vizirado era mantido pelos favoritos da mãe do califa, e as lutas internas entre os diferentes contingentes étnicos do exército fatímida estouraram, paralisando a administração e exaurindo o tesouro. A guerra civil aberta reinou no Cairo entre os turcos e os núbios negros (sudaneses) em 1062-1067, antes que os turcos, sob o comando de Nácer Adaulá ibne Hamadã, tomassem o poder na capital e no Baixo Egito. A situação foi agravada por uma fome severa de 1065 a 1072 e pelo regime tirânico de Nácer Adaulá: seus turcos saquearam os palácios e bibliotecas fatímidas e destruíram grande parte da capital, e em 1070, ibne Hamadã até mandou ler a oração da sexta-feira em nome do califa abássida, efetivamente depondo Almostancir. A anarquia prevalecente deixou a família real fatímida destituída, o tesouro vazio e várias partes do Califado Fatímida sob ocupação militar: os turcos no Cairo, os leuatas e outros berberes na costa, os núbios no Alto Egito e a Síria sob a invasão dos turcos seljúcidas.
Os fatímidas já haviam perdido o controle efetivo sobre o norte da Síria no início da década de 1060. Em 1070, Raxide Adaulá Mamude de Aleppo ordenou que a oração da sexta-feira fosse lida em nome do califa abássida, enquanto em 19 de janeiro de 1071, o governante seljúcida Alparslano cruzou o rio Eufrates à Síria, antes de ser rapidamente desviado para o norte para lutar contra os bizantinos em Manzicerta. Além disso, os fatímidas começaram a perder o controle sobre as cidades costeiras do Levante, que estavam nominalmente sob a suserania fatímida: ibne Abu Acil de Tiro e Amim Adaulá Abu Talibe Haçane ibne Amar de Trípoli, apoiados pelas aristocracias mercantes das cidades, governaram como príncipes autônomos. Para combater essas ameaças, em 1069/70 Badre foi nomeado comandante-em-chefe dos exércitos (amie aljuiuxe) e enviado à Síria à frente de um exército composto por berberes e armênios. Para vigiar as cidades costeiras e garantir suas próprias comunicações com o Egito por meio do mar, estabeleceu sua residência na cidade costeira de Acre.
Em sua ausência, ibne Hamadã, que havia temporariamente perdido o poder, mais uma vez assumiu o controle da capital. Para garantir sua posição, tentou garantir que seu poderoso rival permanecesse ocupado na Síria. Enquanto Badre estava engajado no cerco de Tiro, encorajou rebeliões entre as tribos beduínas dos calbitas e taitas, bem como enviou mensagens encorajadoras ao governador renegado de Damasco, Muala ibne Haidar, e até mesmo ao próprio Alparslano, convidando-o a invadir a Síria e conquistá-la dos fatímidas. Por outro lado, Badre recrutou para sua causa o clã Oguz dos Nauiquis, que estava fugindo do ataque dos seljúcidas, para combater os beduínos. Os nauikis logo começaram a discutir com Badre, exigindo maiores pagamentos por seus serviços. Alguns se juntaram aos beduínos, enquanto outros, sob Atsiz ibne Uvaque, fundaram um principado independente na Palestina e no interior do sul da Síria, que reconheceu a suserania do califa abássida e do sultão seljúcida em Baguedade. Por volta de 1076, Jerusalém, Ramla e outras cidades caíram nas mãos dos Nauiquis, deixando apenas o litoral nas mãos dos Fatímidas.

### Ascensão ao poder
Em 1073, Nácer Adaulá foi assassinado por um comandante turco rival. No mesmo ano, a fome acabou após uma boa colheita. Almostancir agarrou-se a uma solução drástica para seus problemas e secretamente pediu ajuda a Badre. Este último aceitou, desde que pudesse trazer consigo a guarda armênia. No final de 1073, Badre estava em Damieta, e chegou ao Cairo em janeiro de 1074. Sem saber o motivo de sua chegada, os líderes turcos não suspeitaram de suas más intenções. Como resultado, Badre conseguiu o assassinato de todos os líderes militares turcos na capital pouco tempo após sua chegada. Após essa façanha, Almostancir proclamou Badre como vizir com uma plenitude de poderes e títulos: além de permanecer amir aljuiuxe, também era o presidente da suprema corte como "protetor dos juízes dos muçulmanos" (cafil cudate almuslimim), e chefe do daua ismaelita como "guia dos missionários dos crentes" (hadi duate almuminim). Embora o califa fatímida tenha permanecido no cargo, Badre estabeleceu um regime de base militar, no qual governou "como um ditador militar mas populista" (Seta B. Dadoyan). Autores árabes medievais descrevem sua posição como um "vizirado com poderes plenários" (wizārat al-tafwīḍ), que para todos os efeitos era semelhante à posição de sultão, estabelecida pelos governantes seljúcidas em relação aos califas abássidas. O caráter militar do cargo foi exemplificado pelo título de amir aljuiuxe (popularmente mirguxe), que não apenas se tornou o nome mais comumente associado a ele, mas também foi usado como seu patronímico adequado. Seu exército privado, de cerca de 7 000 homens, formou o núcleo de uma nova força, chamada Juiuxia (Juyūshiyya), enquanto suas propriedades e servos foram designados Juiuxi.

### Governança doméstica
Após o estabelecimento do controle sobre o Cairo, passou a restaurar o controle central no delta do Nilo, de leste a oeste, culminando com a tomada de Alexandria. O restabelecimento do controle fatímida sobre o Alto Egito provou-se mais difícil, pois as tribos árabes locais defenderam a independência virtual que haviam conquistado nos anos anteriores. Em 1076, restaurou a autoridade do governo central sobre o Egito, e o califa Almostancir foi reduzido ao papel puramente ritual de chefe da comunidade ismaelita. Embora o ismaelismo tenha sido restaurado como doutrina oficial, as cerimônias fatímidas foram reduzidas e os sunitas e outras comunidades xiitas foram autorizados a praticar sua fé. Badre manteve o controle geral dos assuntos religiosos e patrocinou a construção de mesquitas e igrejas.
Também empreendeu uma grande reforma administrativa no Egito. Até então, o país estava dividido em um grande número (entre 60 e 96) de pequenos distritos (cora), que de uma forma ou de outra datavam dos pagarquias do Egito greco-romano. As aboliu e substituiu por 23 províncias (14 no Baixo Egito e 9 no Alto Egito), que em linhas gerais sobrevivem até os dias atuais. Além disso, encorajou a imigração de armênios, muçulmanos e cristãos, para o Egito. Também patrocinou a Igreja Armênia, que se tornou uma rival séria da Igreja Copta e estabeleceu sua própria hierarquia separada. No final do século, a comunidade armênia no Egito contava com quase 100 000 pessoas e era representada entre os mais altos cargos civis e militares do Egito fatímida.

### Atividades militares
Em 1075, as duas cidades sagradas, Meca e Medina, que por algum tempo reconheceram os califas abássidas, voltaram à suserania fatímida. No mesmo ano, surgiram dissensões entre Atsiz e seus irmãos. Um deles, Manquli, fez contato com Badre e até restaurou o nome de Almostancir na oração de sexta-feira em seus territórios ao redor do Acre. Não durou muito contra Atsiz, no entanto, e foi forçado a fugir para Rufaina no norte. Em outubro de 1076, Atsiz marchou contra o Egito, mas Badre declarou jiade contra ele. Derrotado, retirou-se à Síria. Em 1079, Badre enviou seu companheiro armênio, Nácer Adaulá, contra Atsiz em Damasco, enquanto do norte os seljúcidas sob Tutuxe I se aproximavam da cidade (outubro de 1079). No evento, os fatímidas se retiraram, e Damasco, junto com a maior parte da Síria, caiu nas mãos dos seljúcidas.

### Morte e legado
Badre morreu em 21 de junho de 1094. Almostancir tentou recuperar os poderes que havia cedido a ele, mas a maioria dos oficiais de Badre apoiaram a sucessão do filho de Badre, Alfedal (Lavendálio), como vizir. A posição de Badre na história do Estado fatímida é fundamental. Enquanto a fusão de poderes administrativos e judiciais na pessoa do vizir foi a culminação de um processo já evidente sob os titulares anteriores, foi o primeiro militar a ascender ao vizirado ("vizir da espada") sob os fatímidas, e além disso, não devia sua posição ao califa, mas ao apoio de uma força militar privada, pessoalmente leal a ele. Com isso, também deu o tom para seus sucessores: até o fim do regime fatímida em 1171, o vizirado era dominado principalmente por militares fortes, que marginalizaram os califas e eram os governantes de fato do Estado. Muitos desses homens fortes eram armênios, como Badre: Badre com seu filho Alfedal e o neto Cutaifate forneceram uma "dinastia em miniatura" de vizires, e mais três vizires armênios muçulmanos seguiriam até o assassinato do último deles, Ruzique ibne Talai, em 1163. Durante este "período armênio" na história do Egito fatímida, os armênios forneceram o esteio da dinastia fatímida.

## Edificações
Na década de 1080, para proteger a cidade de um possível ataque seljúcida, ordenou a refortificação do Cairo. As velhas muralhas de tijolos de barro, construídas quando o Cairo foi fundado na década de 970, foram inteiramente substituídas por uma nova fortificação de pedra, supervisionada por construtores do norte da Síria. Três dos portões da muralha da cidade de Badre ainda existem até hoje (Babe Alfutu, Babe Alnácer e Babe Zueila), bem como uma seção da muralha norte da cidade. Também construiu a Mesquita Juiuxi na colina Mucatã, em memória de seu filho Auade, que se rebelou em Alexandria e foi morto em 1085. Entre os objetos de arte em madeira mais notáveis do período fatímida está também o mimbar encomendado por Badre para o santuário de Huceine ibne Ali em Ascalão (agora localizado na Mesquita Ibraimi em Hebrom).